# John Walton (Fußballspieler)
John Andrew „Johnny“ Walton (* 21. März 1928 in Horwich; † 17. Juli 1979 ebenda) war ein englischer Fußballspieler. Der Halbstürmer gehörte als Amateur zum erweiterten Kader von Manchester United, der in der Saison 1951/52 die englische Meisterschaft gewann.

## Sportlicher Werdegang
Walton begann seine aktive Laufbahn im Mai 1949 nach dem Ende des Zweiten Weltkriegs auf Amateurbasis beim Zweitligisten FC Bury. Zuvor hatte er sich im Südwesten Englands beim unterklassigen Saltash United verdingt. Knapp fünf Jahre blieb der junge Halbstürmer im Großraum Manchester, wobei sein Aufenthalt in Bury für ein Jahr ab Juli 1951 unterbrochen wurde. Weiterhin als Amateurspieler half er beim Erstligisten Manchester United auf und der dortige Trainer Matt Busby stellte ihn in der Meistersaison 1951/52 in den beiden Partien am 29. September 1951 gegen Preston North End (1:2) und am 6. Oktober 1951 gegen Derby County (2:1) auf.
Nach seinem Weggang aus Bury versuchte sich der 18-fache englische Amateurauswahlspieler beim Erstligakonkurrenten FC Burnley, bevor er ab Oktober 1956 beim Drittligisten Coventry City sowie später bei Kettering Town in der Southern League und zuletzt beim FC Chester bis zum Ende der 1950er-Jahre die aktive Karriere ausklingen ließ. Er verstarb im Alter von nur 51 Jahren in Horwich, wo er auch geboren worden war.